# Елізабет Габелер
Елізабет Габелер (нім. Elisabeth Habeler; нар. 18 листопада 1974) — колишня австрійська тенісистка.
Найвищу одиночну позицію світового рейтингу — 241 місце досягла 11 вересня 1995, парну — 212 місце — 14 липня 1997 року.
Здобула 1 одиночний та 2 парні титули.

## Фінали ITF
| турніри $25,000 |
| турніри $10,000 |

### Одиночний розряд: 1 (1–0)
| Результат | Ранг | Дата           | Турнір           | Покриття | Суперниця     | Рахунок  |
| --------- | ---- | -------------- | ---------------- | -------- | ------------- | -------- |
| Перемога  | 1.   | 16 травня 1994 | Катовиці, Польща | Ґрунт    | Ленка Ценкова | 6–1, 6–4 |

### Парний розряд: 2 (2–0)
| Результат | Ранг | Дата           | Турнір                    | Покриття | Партнерка                     | Суперниці                         | Рахунок       |
| --------- | ---- | -------------- | ------------------------- | -------- | ----------------------------- | --------------------------------- | ------------- |
| Перемога  | 1.   | 15 серпня 1994 | Бергіш-Гладбах, Німеччина | Ґрунт    | Забіне Герке                  | Нанні де Вільєрс Карміна Жиральдо | 6–3, 6–2      |
| Перемога  | 2.   | 22 липня 1996  | Росток, Німеччина         | Ґрунт    | Катажина Теодорович-Лісовська | Деніса Хладкова Ева Мартінцова    | 6–4, 4–6, 6–1 |